# エドワード・マクダネル (フリゲート)
|          | |
| 艦歴     | |
| 発注     | 1962年1月3日                                                                                          |
| 起工     | 1963年4月1日                                                                                          |
| 進水     | 1964年2月15日                                                                                         |
| 就役     | 1965年2月15日                                                                                         |
| 退役     | 1988年9月30日                                                                                         |
| その後   | 2002年8月21日にスクラップとして廃棄                                                                   |
| 除籍     | 1992年12月15日                                                                                        |
| 性能諸元 | |
| 排水量   | 2,624トン                                                                                             |
| 全長     | 414 ft 6 in (126.3 m)                                                                                 |
| 全幅     | 44 ft 1 in (13.4 m)                                                                                   |
| 吃水     | 24 ft 6 in (7.5 m)                                                                                    |
| 機関     | フォスター・ホイーラー缶2基 ウエスティングハウス式タービン1基 1軸推進、35,000shp                      |
| 最大速   | 27ノット                                                                                              |
| 乗員     | 士官16名、兵員231名                                                                                   |
| 兵装     | Mk30 5インチ砲 2門 8連装 ASROC Mk16 ランチャー 1基 Mk32 12.75インチ魚雷発射管 6門 Mk37 魚雷発射管 2門 |
| 搭載機   | SH-2F Seasprite LAMPS I 1機                                                                           |
| モットー | Deter through Strength                                                                                |

エドワード・マクダネル (USS Edward McDonnell, FF-1043) は、アメリカ海軍のフリゲート。ガーシア級フリゲートの3番艦。艦名は名誉勲章受章者であるエドワード・マクダネル海軍中将に因む。

## 艦歴
エドワード・マクダネルは1963年4月1日にルイジアナ州ニューオーリンズのエイボンデール造船所で起工し、1964年2月15日に進水、1965年2月15日に就役した。